# Hueyapan (kommun)
Hueyapan är en kommun i Mexiko.   Den ligger i delstaten Puebla, i den sydöstra delen av landet, 190 km öster om huvudstaden Mexico City. Antalet invånare är 6 227.
Följande samhällen finns i Hueyapan:
- Tanamacoyan
- Nexpan
- Ahuatepec
- Barrio Alto
- Tetelilla
- La Aurora
- Paso Real
- Colostitán
- Talzintán
- La Mohonera
- Maloapan
- Tepetitanapan